# Panorpa
Panorpa, también conocido como “escorpión volador”, es un género de mecópteros que se encuentra ampliamente distribuido en el Hemisferio Norte. No obstante, no se encuentran en el oeste de Estados Unidos y Canadá.

## Otros datos
También es conocido como “Nuptialis de Panorpa”.
Algunos turistas relatan haber visto escorpiones voladores, pero en realidad el aguijón que posee es el aparato reproductor masculino del macho; la hembra no posee dicho aguijón. Las larvas se alimentan de insectos u otro material orgánico en el suelo. Los adultos se alimentan de insectos muertos, néctar y frutas, además de que también tienen la habilidad de robar las presas de las telas de las arañas.
Suelen habitar en Alabama, Texas, Kansas y Missuri en Estados Unidos, se han avistado en los estados del norte de México. Aunque estos insectos pueden llegar a medir hasta 20 cm de largo, se encuentran muy pocos en las zonas donde viven debido al escaso número de individuos que existen. Incluso van desapareciendo con el paso del tiempo, aunque no están considerados como animales en peligro de extinción. Sin duda estos insectos tienen una apariencia intimidante a primera vista, pero en realidad son inofensivos ya que no poseen ningún tipo de veneno y su aguijón se trata simplemente de los genitales del macho.
Alrededor de 240 especies han sido descritas hasta el 2007.

## Clasificación

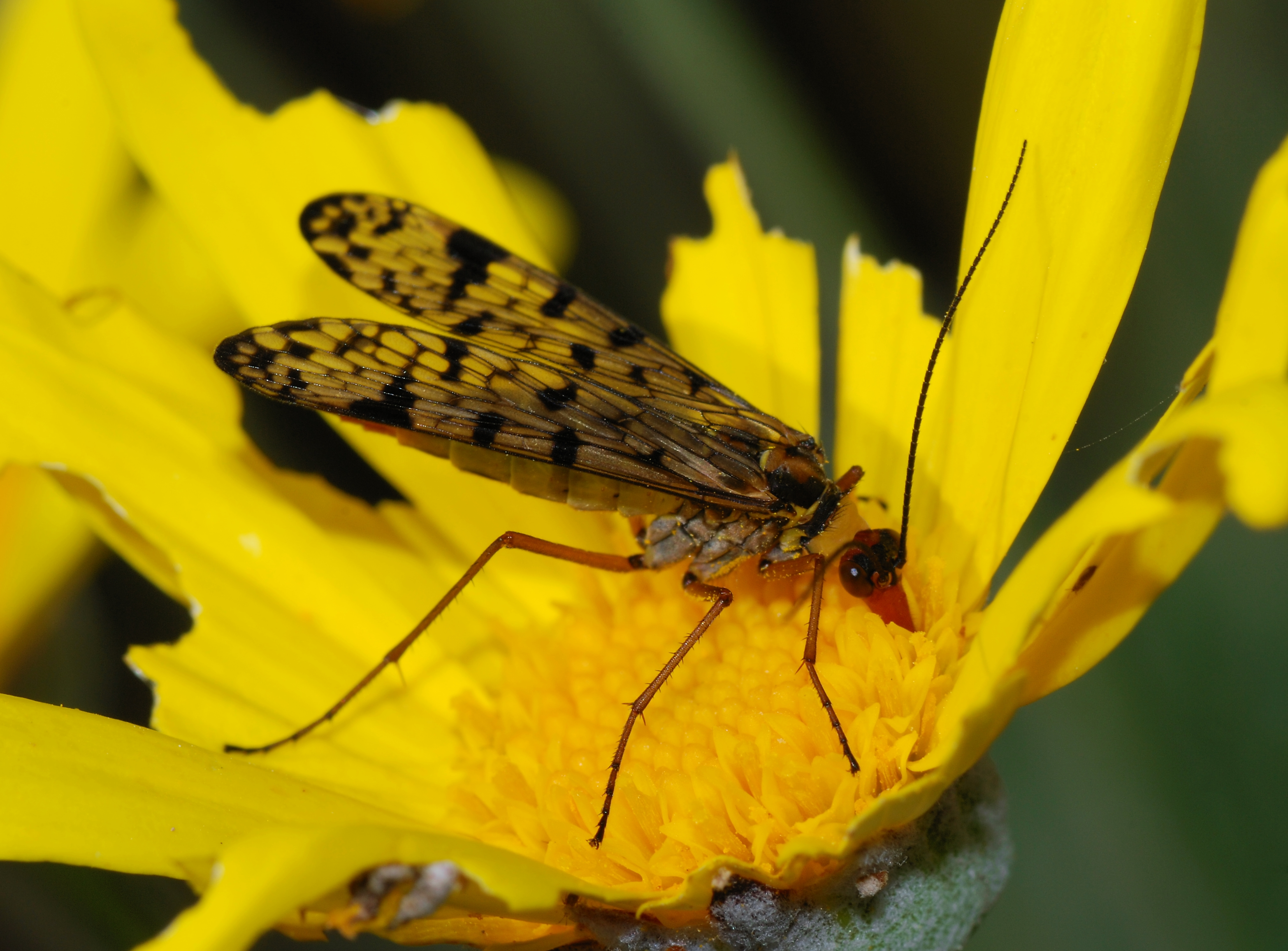
Panorpa meridionalis

Lista de las especies del género Panorpa, completa hasta 1997; adaptación de World Checklist of extant Mecoptera species.
- Panorpa acuminata Byers, 1993 (Estados Unidos: Georgia)
- Panorpa acuta Carpenter, 1931 (Estados Unidos: Connecticut, Georgia, Kentucky, Massachusetts, Míchigan, Nuevo Hampshire, Nueva Jersey, Nueva York, Carolina del Norte, Pensilvania, Carolina del Sur, Tennessee, Virginia, West Virginia)
- Panorpa akasakai Issiki, 1929 (Taiwán)
- Panorpa alpina Rambur, 1842 (Europa)
- Panorpa amamiensis Miyamoto & Makihara, 1984 (Japón)
- Panorpa americana Swederus, 1787 (Estados Unidos: Alabama, Delaware, Florida, Georgia, Luisiana, Misisipi, Nueva Jersey, Carolina del Norte, Carolina del Sur, Virginia)
- Panorpa amurensis MacLachlan, 1872 (Corea, Rusia: Provincia del Lejano Oriente)
- Panorpa angustistriata Issiki, 1929 (Taiwán)
- Panorpa annexa MacLachlan, 1869 (Francia, Alemania, Sicilia, Italia)

- Panorpa annexa latina Navás, 1928 (Italia)
- Panorpa annexa subalpina Navás, 1928 (Italia)
- Panorpa annexa etrusca Willmann, 1976 (Italia)

- Panorpa anomala Carpenter, 1931 (Estados Unidos: Arkansas, Iowa, Illinois, Indiana, Kansas, Luisiana, Míchigan, Misuri, Missisipi, Wisconsin)
- Panorpa anrenensis Chou & Wang, 1987 (China)
- Panorpa antiporum Nagler, 1968 (Rumania)
- Panorpa apiconebulosa Issiki, 1929 (Taiwán)
- Panorpa approximata Esben-Petersen, 1915 (Corea)
- Panorpa arakavae Miyake, 1913 (Japón)
- Panorpa arcuata (Navás), 1912 (antigua URSS)
- Panorpa aspoecki Willmann, 1973 (Turquía)
- Panorpa attenuata Byers, 1996 (México: San Luis Potosí)
- Panorpa aurea Cheng, 1957 (China: Fukien)
- Panorpa azteca Byers, 1958 (México: D.F., México)
- Panorpa banksi Hine, 1901 (Estados Unidos: Georgia, Iowa, Illinois, Indiana, Kentucky, Massachusetts, Maine, Míchigan, Missisipi, Carolina del Norte, Nueva York, Carolina del Sur)
- Panorpa babai Miyamoto, 1979 (Japón)
- Panorpa banksiana Penny & Byers, 1979 (Estados Unidos: North Carolina, Nueva Jersey)
- Panorpa baohwashana Cheng, 1957 (China: Kiangsu)
- Panorpa bichai Byers, 1993 (Estados Unidos: Indiana, Tennessee)
- Panorpa bicornifera Chou & Wang, 1981 (China)
- Panorpa bicornuta MacLachlan, 1887 (Japón)
- Panorpa bifasciata Chou & Wang, 1981 (China)
- Panorpa bifida Carpenter, 1935 (Estados Unidos: Ohio, Pensilvania, Tennessee, Virginia, West Virginia)
- Panorpa bimacula Byers, 1996 (México: Oaxaca)
- Panorpa bistriata Issiki, 1929 (Taiwán)
- Panorpa bonis Cheng, 1949 (China: Kansu)
- Panorpa braueri Carpenter, 1931 (Estados Unidos: Arkansas, Misuri)
- Panorpa brevicornis Hua & Li, 2007 (China)
- Panorpa brevititilana Issiki, 1929 (Taiwán)
- Panorpa bunun Issiki, 1929 (Taiwán)
- Panorpa byersi Hua & Huang, 2007 (China)
- Panorpa capillata Byers, 1996 (Estados Unidos: Alabama, Arkansas, Kentucky, Misisipi, Tennessee)
- Panorpa carolinensis Banks, 1905 (Estados Unidos: Carolina del Norte, Tennessee)
- Panorpa carpenteri Cheng, 1957 (China: Szechwan)
- Panorpa caucasica MacLachlan, 1869 (Irán, Irak)
- Panorpa centralis Tjeder, 1936 (China: Szechwan)
- Panorpa chengi Chou, 1981 (China)
- Panorpa cheni Cheng, 1957 (China: Chekiang)
- Panorpa chiensis Cheng, 1953 (Corea)
- Panorpa choctaw  Byers, 1993 (Estados Unidos: Alabama, Arkansas, Georgia, Kentucky, Misuri, Misisipi, Oklahoma, Tennessee)
- Panorpa cladocerca Navás, 1935 (China: Kiangsi)
- Panorpa claripennis Hine, 1901 (Estados Unidos (Connecticut, Florida, Massachusetts, Míchigan, Nuevo Hampshire, Nueva York, Ohio, Vermont, Wisconsin, West Virginia), Canadá: Quebec)
- Panorpa clavigera Klapálek, 1902 (Herzegovina)
- Panorpa cognata Rambur, 1842 (Inglaterra, Bélgica, Dinamarca, Alemania, Países Bajos, Rusia, Suecia)

- Panorpa cognata osellai Willmann, 1976 (Italia)

- Panorpa communis Linnaeus, 1758 (Andorra, Bélgica, Francia, Alemania, Italia, Suiza, Rusia, Inglaterra, España)

- Panorpa communis raehlei Lauterbach, 1970 (Europa)

- Panorpa concolor Esben-Petersen, 1915 (Taiwán)
- Panorpa confinis Byers, 1993 (Estados Unidos: Alabama, Misisipi)
- Panorpa connexa MacLachlan, 1869 (Montañas de Cáucaso, Turquía)
- Panorpa consuetudinis Snodgrass, 1927 (Estados Unidos: Alabama, Connecticut, Washington, Delaware, Indiana, Maryland, Misisipi, Carolina del Norte, Nueva Jersey, Nueva York, Ohio, Pensilvania, Carolina del Sur, Virginia)
- Panorpa contorta Byers, 1996 (México: Hidalgo, San Luis Potosí, Tamaulipas)
- Panorpa coomani Cheng, 1957 (China: Kiangsi)
- Panorpa coreana Okamoto, 1925 (Corea)
- Panorpa cornigera MacLachlan, 1887 (Rusia: Vladivostok)
- Panorpa curva Carpenter, 1938  (China: Szechwan)
- Panorpa davidi Navás, 1908 (China: Szechwan)
- Panorpa debilis Westwood, 1846 (Estados Unidos (Washington, Illinois, Indiana, Míchigan, Carolina del Norte, Nuevo Hampshire, Nueva Jersey, Nueva York, Ohio, Pensilvania, Tennessee, Virginia, Wisconsin, West Virginia), Canadá: Ontario, Quebec)
- Panorpa deceptor Esben-Petersen, 1913 (Taiwán)
- Panorpa decolorata Chou & Wang, 1981 (China)
- Panorpa diceras MacLachlan, 1894 (China: Szechwan)
- Panorpa dichotoma

- Panorpa dichotoma dichotoma Miyamoto, 1977 (Japón)
- Panorpa dichotoma intermedia Miyamoto, 1977 (Japón)

- Panorpa difficilis Carpenter, 1938 (China: Szechwan)
- Panorpa dissimilis Carpenter, 1931 (Estados Unidos: Nueva Jersey, Nueva York, Virginia)
- Panorpa dubia Chou & Wang, 1981 (China)
- Panorpa dubitans Carpenter, 1931 (Estados Unidos: Illinois, Indiana, Wisconsin)
- Panorpa emarginata Cheng, 1949 (China: Shensi)
- Panorpa ensigera Bicha, 1983 (Estados Unidos: Carolina del Norte, Carolina del Sur)
- Panorpa esakii Issiki, 1929 (Taiwán)
- Panorpa falsa Issiki & Cheng, 1947 (Taiwán)
- Panorpa ferruginea Byers, 1993 (Estados Unidos: Alabama, Georgia, Misisipi)
- Panorpa filina Chou & Wang, 1987 (China)
- Panorpa flavicorporis Cheng, 1957 (China: Fukien)
- Panorpa flavipennis Carpenter, 1938 (China: Szechwan)
- Panorpa flexa Carpenter, 1935 (Estados Unidos: Georgia, Carolina del Norte, Carolina del Sur, Tennessee)
- Panorpa floridana Byers, 1993 (Estados Unidos: Florida)
- Panorpa fluvicaudaria Miyake, 1910 (Japón, Corea)
- Panorpa fructa Cheng, 1949 (China: Sikang)
- Panorpa fukiensis Tjeder, 1951 (China: Fukien)
- Panorpa fulvastra Chou, 1981 (China)
- Panorpa galerita Byers, 1962 (Estados Unidos (Nuevo Hampshire, Nueva Jersey, Nueva York, Ohio, Pensilvania, Wisconsin), Canadá: Quebec)
- Panorpa galloisi Miyake, 1911 (Japón)
- Panorpa germanica Linnaeus, 1758 (Bélgica, Francia, Alemania, Grecia, Italia, Escocia, Noruega)

- Panorpa germanica riegeri Lauterbach, 1971 (Alemania)
- Panorpa germanica euboica Lauterbach, 1972 (Balcanes del sur de Europa)
- Panorpa germanica graeca Lauterbach, 1972 (Grecia)
- Panorpa germanica rumelica Lauterbach, 1972 (Turquía)

- Panorpa globulifera Miyamoto, 1994 (Japón)
- Panorpa gokaensis Miyake, 1910 (Japón)

- Panorpa gokaensis togephora Miyamoto, 1984 (Japón)

- Panorpa gracilis Carpenter, 1931 (Estados Unidos: Carolina del Norte, Virginia)
- Panorpa grahamana Cheng, 1957 (China: Szechwan)
- Panorpa gressitti Byers, 1970 (China: Kwangtung)
- Panorpa guidongensis Chou & Li, 1987 (China)
- Panorpa guttata Navás, 1908 (China: Szechwan)
- Panorpa hageniana Willmann, 1975 (Turquía)
- Panorpa hakusanensis Miyake, 1913 (Japón)
- Panorpa hamata Issiki & Cheng, 1947 (Taiwán)
- Panorpa helena Byers, 1962 (Estados Unidos (Arkansas, Connecticut, Georgia, Iowa, Illinois, Indiana, Kansas, Kentucky, Massachusetts, Maryland, Maine, Míchigan, Minnesota, Misuri, Carolina del Norte, Nueva Jersey, Nueva York, Ohio, Pensilvania, Carolina del Sur, Tennessee, Utah, Virginia, Wisconsin, West Virginia), Canadá: Manitoba)
- Panorpa hispida Byers, 1993 (Estados Unidos: Georgia, Carolina del Sur)
- Panorpa hiurai Miyamoto, 1985 (Japón)
- Panorpa horiensis Issiki, 1929 (Taiwán)
- Panorpa horni Navás, 1928 (Rusia)
- Panorpa hungerfordi Byers, 1973 (Estados Unidos: Indiana, Kentucky, Míchigan, Ohio, Wisconsin)
- Panorpa hybrida MacLachlan, 1882 (Rumania, Finlandia, Alemania, Rusia, Bulgaria)
- Panorpa immaculata Esben-Petersen, 1915 (México: Guerrero, México)
- Panorpa implicata Cheng, 1957 (China: Fukien)
- Panorpa indivisa Martynova, 1957 (Rusia oriental)
- Panorpa insolens Carpenter, 1935 (Estados Unidos: Kentucky, Ohio)
- Panorpa involuta Byers, 1996 (México: Veracruz)
- Panorpa ishiharai Miyamoto, 1994 (Japón)
- Panorpa isolata Carpenter, 1931 (Estados Unidos: Alabama, Washington, Georgia, Kentucky, Missisipi, Carolina del Norte, Pensilvania, Carolina del Sur, Tennessee)
- Panorpa issikiana Byers, 1970 (China: Yunnan)
- Panorpa issikii Penny & Byers, 1979 (Taiwán)
- Panorpa japonica Thunberg, 1784 (Japón)
- Panorpa kagamontana Miyamoto, 1979 (Japón)
- Panorpa kellogi Cheng, 1957 (China)
- Panorpa kimminsi Carpenter, 1948 (China: Szechwan)
- Panorpa kiusiuensis Issiki, 1929 (Japón)
- Panorpa klapperichi Tjeder, 1951 (China: Fukien)
- Panorpa kongosana Okamoto, 1925 (Corea)
- Panorpa lacedaemonia Lauterbach, 1972 (Grecia)
- Panorpa lachlani Navás, 1930 (Taiwán)
- Panorpa latipennis Hine, 1901 (Estados Unidos: Connecticut, Massachusetts, Míchigan, Carolina del Norte, Nueva Jersey, Nueva York, Ohio, Tennessee, Virginia, Vermont, Wisconsin)
- Panorpa leai Cheng, 1949 (China: Shensi)
- Panorpa leucoptera Uhler, 1858 (Japón)
- Panorpa lewisi MacLachlan, 1887 (Japón)
- Panorpa lintienshana Cheng, 1952 (Taiwán)
- Panorpa longicornis Carpenter, 1931 (Estados Unidos: Kentucky, Carolina del Norte, Tennessee, Virginia)
- Panorpa longiramina Issiki & Cheng, 1947 (Taiwán)
- Panorpa longititilana Issiki, 1929 (Taiwán)
- Panorpa lugubris Swederus, 1787 (Estados Unidos: Alabama, Florida, Georgia, Luisiana, Misisipi, Carolina del Norte, Carolina del Sur, Virginia)
- Panorpa lutea Carpenter, 1945 (China: Anhwei)
- Panorpa maculosa Hagen, 1861 (Estados Unidos: Connecticut, Georgia, Massachusetts, Míchigan, Carolina del Norte, Nueva Jersey, Nueva York, Ohio, Pensilvania, Carolina del Sur, Tennessee, Utah, Virginia)
- Panorpa magna Chou, 1981 (China)
- Panorpa mangshanensis Chou & Wang, 1987 (China)
- Panorpa meridionalis Rambur, 1842 (Andorra, España, Francia, Italia, Portugal, Rumania)
- Panorpa mexicana Banks, 1913 (México: Veracruz)
- Panorpa mirabilis Carpenter, 1931 (Estados Unidos: Míchigan, Nueva Jersey, Nueva York, Pensilvania)
- Panorpa miyakeiella Miyamoto, 1985 (Japón)
- Panorpa mokansana Cheng, 1957 (China)
- Panorpa mucronata Byers, 1996 (México: Hidalgo)
- Panorpa multifasciaria Miyake, 1910 (Japón)
- Panorpa nanwutaina Chou, 1981 (China)
- Panorpa nebulosa Westwood, 1846 (Estados Unidos (Connecticut, Georgia, Illinois, Kentucky, Massachusetts, Maine, Míchigan, Misuri, Carolina del Norte, Nuevo Hampshire, Nueva Jersey, Nueva York, Ohio, Pensilvania, Carolina del Sur, Tennessee, Virginia, Vermont, Wisconsin), Canadá: Ontario, Quebec)
- Panorpa neglecta Carpenter, 1931 (Estados Unidos: Alabama, Georgia, Kentucky, Tennessee)
- Panorpa neospinosa Chou & Wang, 1981 (China)
- Panorpa nigrirostris MacLachlan, 1882 (Irán, antigua URSS)
- Panorpa nipponensis Navás, 1908 (Japón)
- Panorpa nokoensis Issiki, 1929 (Taiwán)
- Panorpa nuptialis Gerstaecker, 1863 (Estados Unidos (Alabama, Arkansas, Kansas, Luisiana, Misisipi, Misuri, Oklahoma, Texas), México)
- Panorpa obliqua Carpenter, 1945 (China: Kiangsi)
- Panorpa obliquifascia Chou & Wang, 1987 (China)
- Panorpa obtEstados Unidos Cheng, 1949 (China: Shensi)
- Panorpa ochraceocauda Issiki, 1927 (Taiwán)
- Panorpa ochraceopennis Miyake, 1910 (Japón)
- Panorpa oconee Byers, 1993 (Estados Unidos: Georgia)
- Panorpa okamotona Issiki, 1927 (Corea)
- Panorpa ophthalmica (Navás), 1911 (Taiwán)
- Panorpa orientalis MacLachlan, 1887 (Corea, Rusia)
- Panorpa pachymera Byers, 1993 (Estados Unidos: Georgia, Carolina del Sur)
- Panorpa pallidimaculata Issiki, 1929 (Taiwán)
- Panorpa palustris Byers, 1958 (Estados Unidos: Carolna del Norte, Virginia)
- Panorpa pectinata Issiki, 1929 (Taiwán)
- Panorpa penicillata Byers, 1962 (México: Durango)
- Panorpa peterseana Issiki, 1927 (Taiwán)
- Panorpa picta Hagen, 1863 (Turquía)
- Panorpa pieli Cheng, 1957 (China: Kiangsi)
- Panorpa pieperi Willmann, 1975 (Turquía)
- Panorpa pingjiangensis Chou & Wang, 1987 (China)
- Panorpa planicola Byers, 1993 (Estados Unidos: South Carolina)
- Panorpa plitvicensis Lauterbach, 1972 (Yugoslavia)
- Panorpa pryeri McLachlan, 1875 (Japón)
- Panorpa pseudoalpina Nagler, 1970 (Rumania)
- Panorpa punctata Klug, 1838 (México)
- Panorpa pura Klapálek, 1906 (Europa, Asia)
- Panorpa pusilla Cheng, 1949 (China: Shensi)
- Panorpa qinlingensis Chou & Ran, 1981 (China)
- Panorpa quadrifasciata Chou & Wang, 1987 (China)
- Panorpa ramosa Byers, 1996 (México: Hidalgo)
- Panorpa rantaisanensis Issiki, 1929 (Taiwán)
- Panorpa reclEstados Unidos Byers, 1996 (México: Hidalgo)
- Panorpa reni Chou, 1981 (China)
- Panorpa robusta Carpenter, 1931 (Estados Unidos: Georgia, Carolina del Sur)
- Panorpa rufa Gray, 1832 (Estados Unidos: Alabama, Florida, Georgia, Misisipi, Carolina del Norte, Carolina del Sur)
- Panorpa rufescens Rambur, 1842 (Estados Unidos: Connecticut, Washington, Massachusetts, Maryland, Míchigan, Nuevo Hampshire, Nueva Jersey, Nueva York, Pensilvania, Rhode Island)
- Panorpa rufostigma Westwood, 1846 (Albania)
- Panorpa rupeculana Byers, 1993 (Estados Unidos: Arkansas, Luisiana, Misisipi)
- Panorpa schweigeri Willmann, 1975 (Turquía)
- Panorpa scopulifera Byers, 1993 (Estados Unidos: Georgia, Carolina del Sur)
- Panorpa semifasciata Cheng, 1949 (China: Sikang)
- Panorpa serta Byers, 1996 (México: Michoacán)
- Panorpa setifera Webb, 1974 (Estados Unidos: Wisconsin)
- Panorpa sexspinosa

- Panorpa sexspinosa sexspinosa Cheng, 1949 (China: Shensi)
- Panorpa sexspinosa zhongnanensis Chou & Wang, 1981 (China)

- Panorpa shanyangensis Chou & Wang, 1981 (China)
- Panorpa shibatai Issiki, 1929 (Taiwán)
- Panorpa sibirica Esben-Petersen, 1915 (Rusia)
- Panorpa sigmoides Carpenter, 1931 (Estados Unidos: Iowa, Illinois, Indiana, Minnesota, Ohio, Wisconsin)
- Panorpa similis Esben-Petersen, 1915 (antigua URSS)
- Panorpa sonani Issiki, 1929 (Taiwán)
- Panorpa speciosa Carpenter, 1931 (Estados Unidos: Iowa, Illinois, Indiana, Kentucky, Minnesota, Misuri, Wisconsin)
- Panorpa statura Cheng, 1949 (China: Shensi)
- Panorpa stigmalis Navás, 1908 (China: Szechwan)
- Panorpa stotzneri Esben-Petersen, 1934 (China: Szechwan)
- Panorpa striata Miyake, 1908 (Japón)
- Panorpa subambra Chou & Tong, 1987 (China)
- Panorpa subaurea Chou & Li, 1987 (China)
- Panorpa subfurcata Westwood, 1842 (Estados Unidos (Massachusetts, Maine, Míchigan, Minnesota, Nueva Jersey, Nueva York, Pensilvania, Virginia, Wisconsin, West Virginia), Canadá: Nueva Escocia, Ontario, Quebec)
- Panorpa submaculosa Carpenter, 1931 (Estados Unidos: Georgia, Indiana, Kentucky, Maryland, Míchigan, Nueva York, Ohio, Pensilvania, Carolina del Sur, Tennessee, Utah, Wisconsin)
- Panorpa subulifera Byers, 1962 (Estados Unidos: Virginia)
- Panorpa susteri Nagler, 1970 (Rumania)
- Panorpa taiheisanensis Issiki, 1929 (Taiwán)
- Panorpa Taiwánensis Issiki, 1929 (Taiwán)
- Panorpa takenouchii Miyake, 1908 (Japón)
- Panorpa tatvana

- Panorpa tatvana tatvana Willmann, 1974 (Turquía)
- Panorpa tatvana ressli Willmann, 1975 (Turquía)

- Panorpa terminata Klug, 1838 (México: Morelos)
- Panorpa tetrazonia Navás, 1935 (China: Anhwei, Kiangsi)
- Panorpa thompsoni Cheng, 1957 (China, Japón: Tsushima)
- Panorpa thrakica Willmann, 1976 (Turquía europea)
- Panorpa tincta Navás, 1931 (China: Kansu)
- Panorpa titschacki Esben-Petersen, 1934 (Grecia)
- Panorpa tjederi Carpenter, 1938 (China: Yunnan)
- Panorpa trifasciata Cheng, 1957 (China: Fukien)
- Panorpa tritaenia Chou & Li, 1987 (China)
- Panorpa trizonata Miyake, 1908 (Japón)
- Panorpa tsunekatanis Issiki, 1929 (Japón)
- Panorpa tsushimaensis Miyamoto, 1979 (Japón)
- Panorpa turcica Willmann, 1975 (Turquía)

- Panorpa turcica anatolica Willmann, 1975 (Turquía)
- Panorpa turcica pontica Willmann, 1975 (Turquía)

- Panorpa typicoides Cheng, 1949 (China: Sikang)
- Panorpa venosa Westwood, 1846 (Estados Unidos: Georgia)
- Panorpa vernalis Byers, 1973 (Estados Unidos: Arkansas, Luisiana, Misisipi)
- Panorpa virginica Banks, 1906 (Estados Unidos: Connecticut, Georgia, Carolina del Norte, Nueva Jersey, Carolina del Sur, Tennessee, Virginia)
- Panorpa vulgaris Imhoff & Labram, 1845 (Europa, Asia)
- Panorpa waongkehzengi Navás, 1935 (China: Kiangsi)
- Panorpa wormaldi MacLachlan, 1875 (Japón)
- Panorpa wrightae Cheng, 1957 (China)
- Panorpa yangi Chou, 1981 (China)
- Panorpa yiei Issiki & Cheng, 1947 (Taiwán)
- Panorpa youngi Byers, 1994 (Taiwán)